# 스탠드 유어 그라운드 법
스탠드 유어 그라운드 법 (stand-your-ground law) 또는 후퇴할 의무 없음 법 ("no duty to retreat" law)은 사람들이 특정 폭력 범죄를 방어하기 위해 필요하다고 합리적으로 믿을 때 치명적인 무력을 사용할 수 있다고 규정한다 (자기 방어). "Stand your ground"는 "자기 위치를 지켜라", "네가 딛고 있는 곳에서 물러서지 마라", "서 있는 땅 지키기" 등으로 번역할 수 있다. 이러한 법에 따라 사람들은 합법적으로 거주하는 장소에 있는 한 자기 방어를 위해 치명적인 무력을 사용하기 전에 퇴각할 의무가 없다. 정확한 세부 사항은 관할권에 따라 다르다.
자신의 입장을 고수하는 대안은 "후퇴 의무"이다. 후퇴 의무를 시행하는 관할권에서는 불법 공격을 받은 사람(또는 불법 공격을 받은 사람을 방어하는 사람)이라도 퇴각을 통해 완전한 안전을 확보하고 위험을 피할 수 있다면 치명적인 무력을 행사할 수 없다.
퇴각 의무를 부과하는 지역조차도 일반적으로 사람들이 집이나 차량이나 직장에서 공격을 받을 때 퇴각할 의무가 없다는 "성의 원칙" (castle doctrine)을 따른다. 성 교리와 "입장 방어" 법은 살인, 과실치사, 가중 폭행, 불법적인 무기 발사나 휘두르기 등 사람에 대한 다양한 무력 사용 범죄로 기소된 사람에게 법적 방어를 제공한다. 그러한 범죄를 저지르려는 시도도 포함된다.
관할권이 입장을 고수할지 아니면 후퇴 의무를 따르는지 여부는 자기 방어법의 한 요소일 뿐이다. 다양한 관할권에서는 다양한 범죄에 대해 치명적인 무력을 허용한다. 미국의 모든 주에서는 이전의 치명적인 무력, 심각한 신체적 외상, 납치 또는 강간 가능성에 대해 이를 허용한다. 일부는 강도 및 주거 침입 (burglary) 위협에 대해서도 허용한다.
기존 연구에 대한 2020년 RAND Corporation의 검토에서는 다음과 같이 결론지었다. "입장을 고수하는 법이 총기 살인 사건의 증가와 관련이 있다는 지지 증거가 있으며 총 살인 건수를 증가시킨다는 중간 정도의 증거가 있다."

## 각 주별 현황
성의 원칙 (castle doctrine)은 주로 자기 집에만 적용되는 반면, 스탠드 유어 그라운드 법은 집 밖으로 확장되어 적용된다.
31개 주에는 집 밖이나 집 밖의 특정 장소에서 퇴각할 의무 없이 자기 방어를 위해 치명적인 무력 사용을 허용하는 소위 "입장을 고수하는"(stand-your-ground) 법이 있다.
- 무제한 (24개 주): 공격이 발생하는 위치에 관계없이 후퇴할 의무가 없다.

- 제한적 (7개 주): 차량, 사업장 등 집 밖의 특정 장소로만 확대된다.[4][5]

## 같이 보기
- 성의 원칙 (castle doctrine)
- 트레이번 마틴 피살 사건
- 핫토리 요시히로 사살 사건
- 삼진아웃법